# NGC 4655
NGC 4655 ist eine 14,4 mag helle Galaxie mit aktivem Galaxienkern im Sternbild Jagdhunde am Nordsternhimmel. Sie ist schätzungsweise 323 Millionen Lichtjahre von der Milchstraße entfernt und hat einen Durchmesser von etwa 90.000 Lichtjahren. Vom Sonnensystem aus entfernt sich die Galaxie mit einer errechneten Radialgeschwindigkeit von näherungsweise 7200 Kilometern pro Sekunde. Möglich ist eine gravitative Wechselwirkung mit PGC 2174732. 
Das Objekt wurde am 9. April 1787 von Wilhelm Herschel mit einem 18,7-Zoll-Spiegelteleskop entdeckt, der sie mit „pB. vS. stellar, just p. Sst.“ beschrieb.

## Galaktisches Umfeld
| Nr. | Galaxie                 | Alternativname            | Rek           | Dek           | Distanz/asec |
| --- | ----------------------- | ------------------------- | ------------- | ------------- | ------------ |
| →   | NGC 4655                | CGCG 216-021              | 12h43m36.494s | +41d01m06.74s | 0            |
| 1   | LEDA/PGC 2174732        | 2MASX J12432761+4102262   | 12h43m27.602s | +41d02m26.66s | 128.75       |
| 2   | LEDA/PGC 2173672        | 2MASX J12434232+4057580   | 12h43m42.322s | +40d57m58.34s | 199.60       |
| 3   | LEDA/PGC 2176551        | 2MASX J12434097+4109160   | 12h43m41.038s | +41d09m16.27s | 491.90       |
| 4   | IC 3713                 | LEDA/PGC 42867            | 12h44m03.166s | +41d10m08.12s | 619.63       |
| 5   | LEDA/PGC 3794543        | 2MASX J12423882+4105157   | 12h42m38.872s | +41d05m15.92s | 697.84       |
| 6   | LEDA/PGC 2171095        | 2MASX J12434692+4047580   | 12h43m46.985s | +40d47m57.96s | 797.70       |
| 7   | LEDA/PGC 2173102        | 2MASX J12445254+4055540   | 12h44m52.497s | +40d55m54.05s | 915.79       |
| 8   | LEDA/PGC 2174957        | WISEA J124214.43+410316.6 | 12h42m14.48s  | +41d03m16.2s  | 936.70       |
| 9   | 2MASX J12450411+4059389 | WISEA J124504.12+405939.0 | 12h45m04.126s | +40d59m39.33s | 995.77       |